# All My Life (Falling-in-Reverse-Lied)
All My Life ist ein Lied der US-amerikanischen Rock-Band Falling in Reverse mit dem Sänger Jelly Roll. Es erschien am 6. Juni 2024 als siebte Single ihres fünften Albums Popular Monster. Bei den Billboard Music Awards 2024 wurde All My Life in der Kategorie Top Hard Rock Song ausgezeichnet.

## Inhalt
All My Life ist ein Rock-Song, der Elemente des Metalcore und des Country-Rocks enthält und von Ronald Radke, Tyler Smyth, Jason DeFord, Cody Quistad und Jeris Johnson geschrieben wurde. Der Text ist in englischer Sprache verfasst. All My Life ist 3:10 Minuten lang, wurde in der Tonart F-Moll geschrieben und weist ein Tempo von 92 BPM auf. Produziert wurde das Lied von Tyler Smyth, Ronnie Radke und Charles Kallaghan Massabo. Das Lied erzählt eine Geschichte über Belastbarkeit und Widerstandsfähigkeit während der Höhen und Tiefen des Lebens. Beide Musiker haben Haftstrafen verbüßt. Radke saß über zwei Jahre im Gefängnis wegen Anstiftung zum Mord, während Jelly Roll wegen Drogenhandels 18 Monate inhaftiert war.
| „All my life I’ve fucked up and I can’t deny I do my best to get it together I told you once, I told you a million times I just can’t live like this forever“ – Refrain, Originalauszug | „Mein ganzes Leben habe ich vermasselt Ich tue mein Bestes, um es wieder zusammenzubringen Ich sagte dir einmal, ich sagte dir eine Million Mal Ich kann so einfach nicht für immer leben.“ – Refrain, Übersetzung |

## Musikvideo
Für das Lied wurde ein Musikvideo veröffentlicht, bei dem Jensen Noen Regie führte und von Ronnie Radke und Tyler Smith produziert wurde. Zahlreiche Prominente haben in dem Video einen Cameo-Auftritt. Zu sehen sind unter anderem Ronnie Radkes Lebensgefährtin Saraya-Jade Bevis, die Youtuberin Blaire White, Jelly Rolls Lebensgefährtin Bunny XO, der Wrestler Zak Zodiac sowie den Inhaber von Epitaph Records sowie Gitarristen der Band Bad Religion Brett Gurewitz.
Das Video erinnert an Western-Filme und spielt in einer kleinen Stadt im Wilden Westen. Ronnie Radker taucht weiß gekleidet auf einem Pferd aus dem Himmel auf und wird von den Einheimischen misstrauisch beäugt. Radke geht in den Saloon, wo eine Schießerei unmittelbar bevorsteht. Er schnippt mit dem Finger und ist auf einmal schwarz gekleidet. Die Schießerei beginnt, und Radke geht, ohne getroffen zu werden, durch das Geschehen. Er geht zum Sheriff, wo er durch ein gewonnenes Poker-Spiel Jelly Roll aus dem Gefängnis befreit. Beide überfallen eine Bank, werden jedoch vom Sheriff gestellt. Roll und der Sheriff stehen sich zum Duell gegenüber, als sich zwischen ihren Brüsten ein Regenbogen bildet. Anschließend führen die Einheimischen einen Square Dance auf, während Jelly Roll durch einen magischen Trank zum Riesen wird und die Stadt zerstört. Radke gelingt die Flucht mit einer Lokomotive, die an einer zerstörten Brücke in die Tiefe stürzt.

## Rezensionen
Maren J. von Onlinemagazin Time for Metal beschrieb das Lied als „Ohrwurm-Hymne“ und „Wohlfühl-Hit des Sommers“ dank der „nahtlosen Verschmelzung von Falling in Reverses extrem eingängigen Hard Rock und Jelly Rolls bodenständigen Charme und herzlichen Country-Drawl“. Chad Childers vom Onlinemagazin Loudwire bezeichnete All My Life als „eine der womöglich größten Kollaborationen des Jahres“. Die „Eingängigkeit“ und die „Woo-hoo’s“ im Hintergrund scheinen das Ohrwurmpotential über die Sommermonate hinaus zu sichern.

## Chartplatzierungen
| ChartsChartplatzierungen            | Höchstplatzierung | Wochen |
| ----------------------------------- | ----------------- | ------ |
| Vereinigte Staaten (Billboard)      | 77 (1 Wo.)        | 1      |
| Vereinigte Staaten (Billboard Rock) | 14 (6 Wo.)        | 6      |